# 掃除

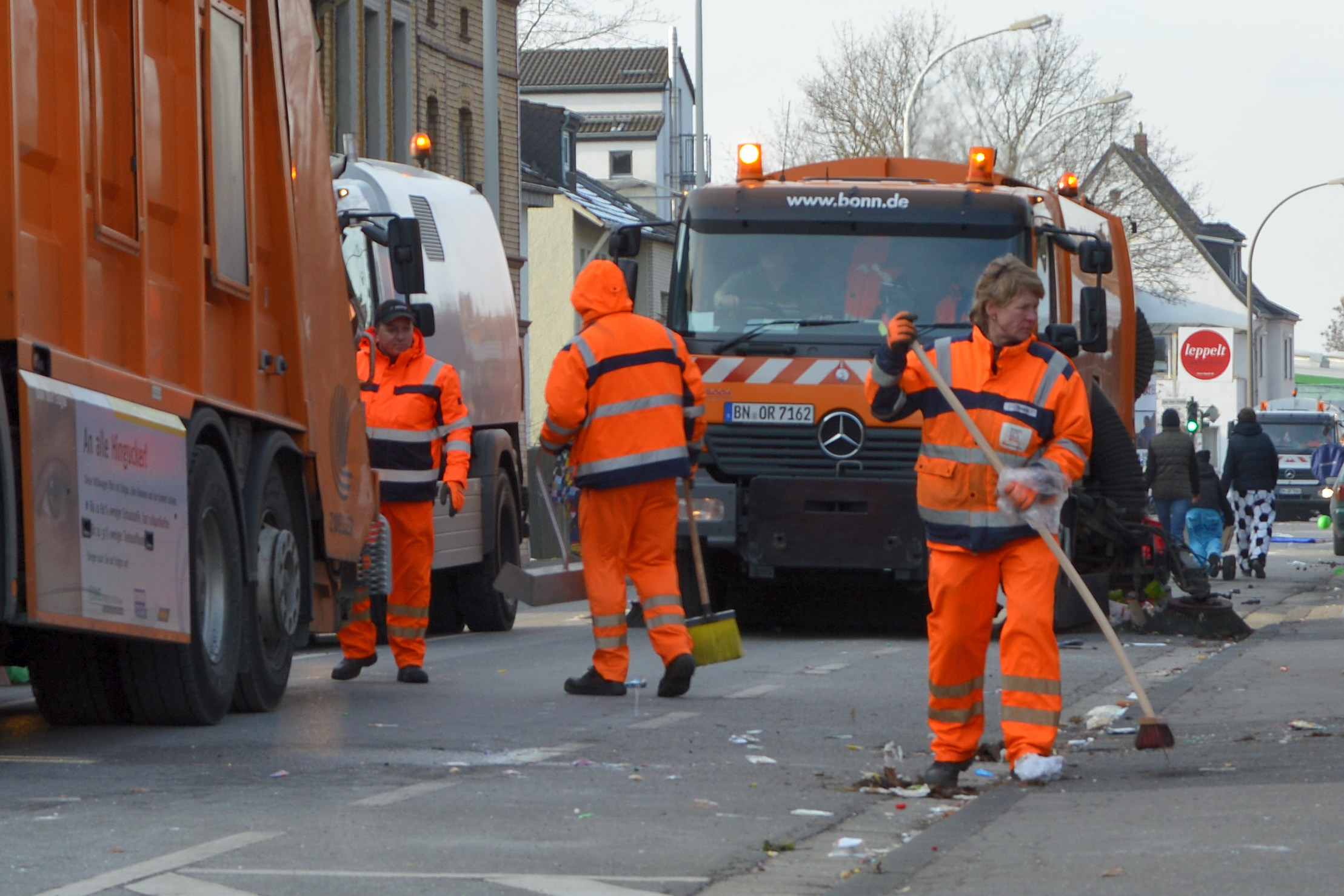
道路の掃除をする人（ドイツ、ボン。2013年）

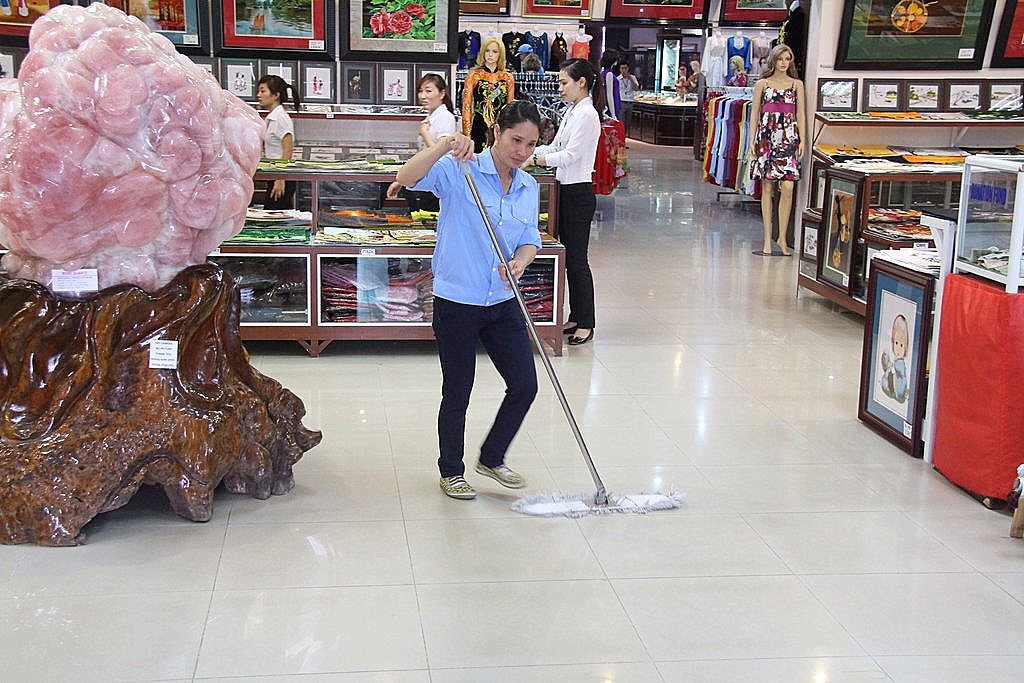
店舗の床の掃除をする人（ベトナム。2013年）

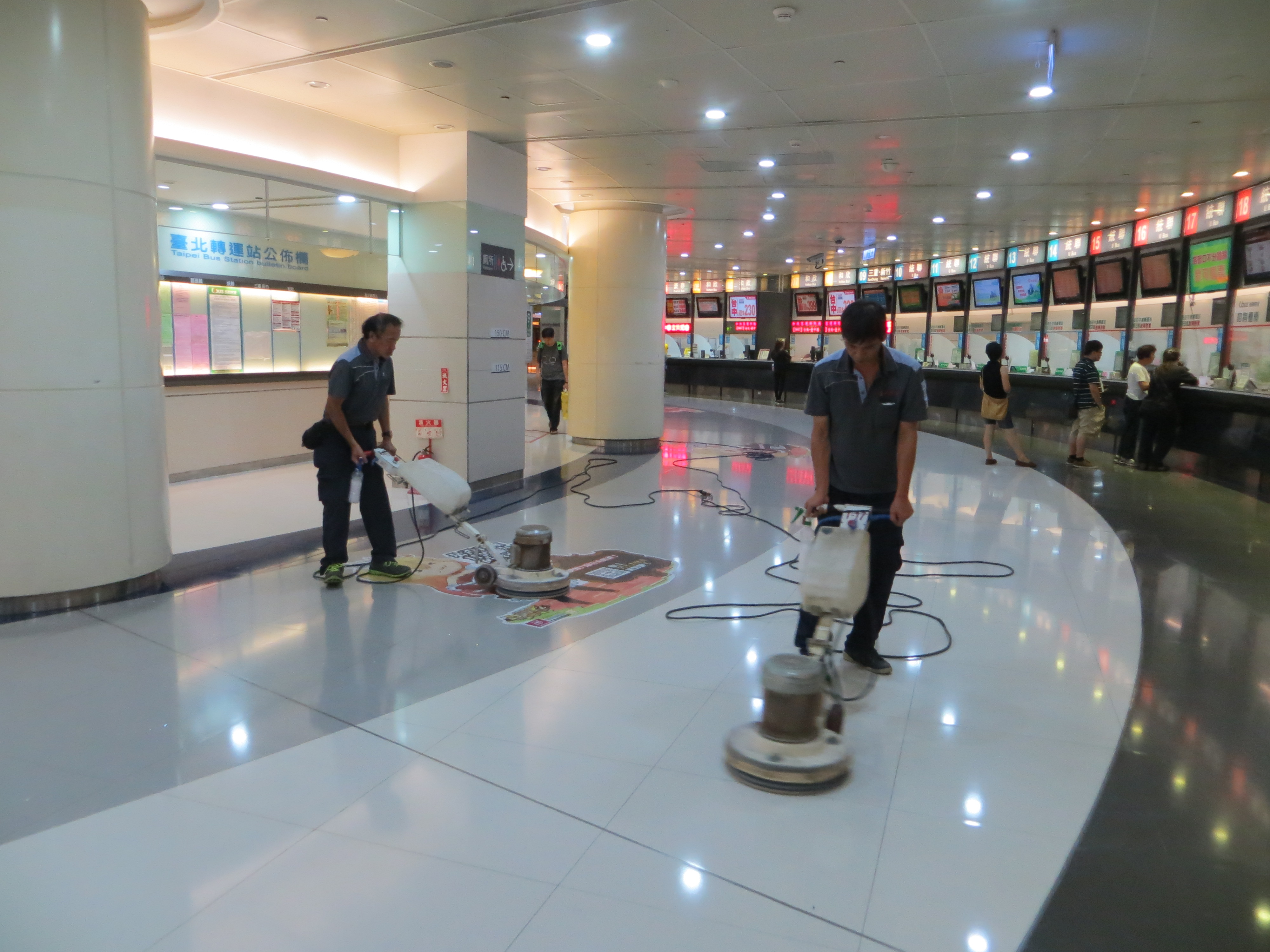
機械を使って店舗の床の拭き掃除をする人々（台湾、台北。2015年）

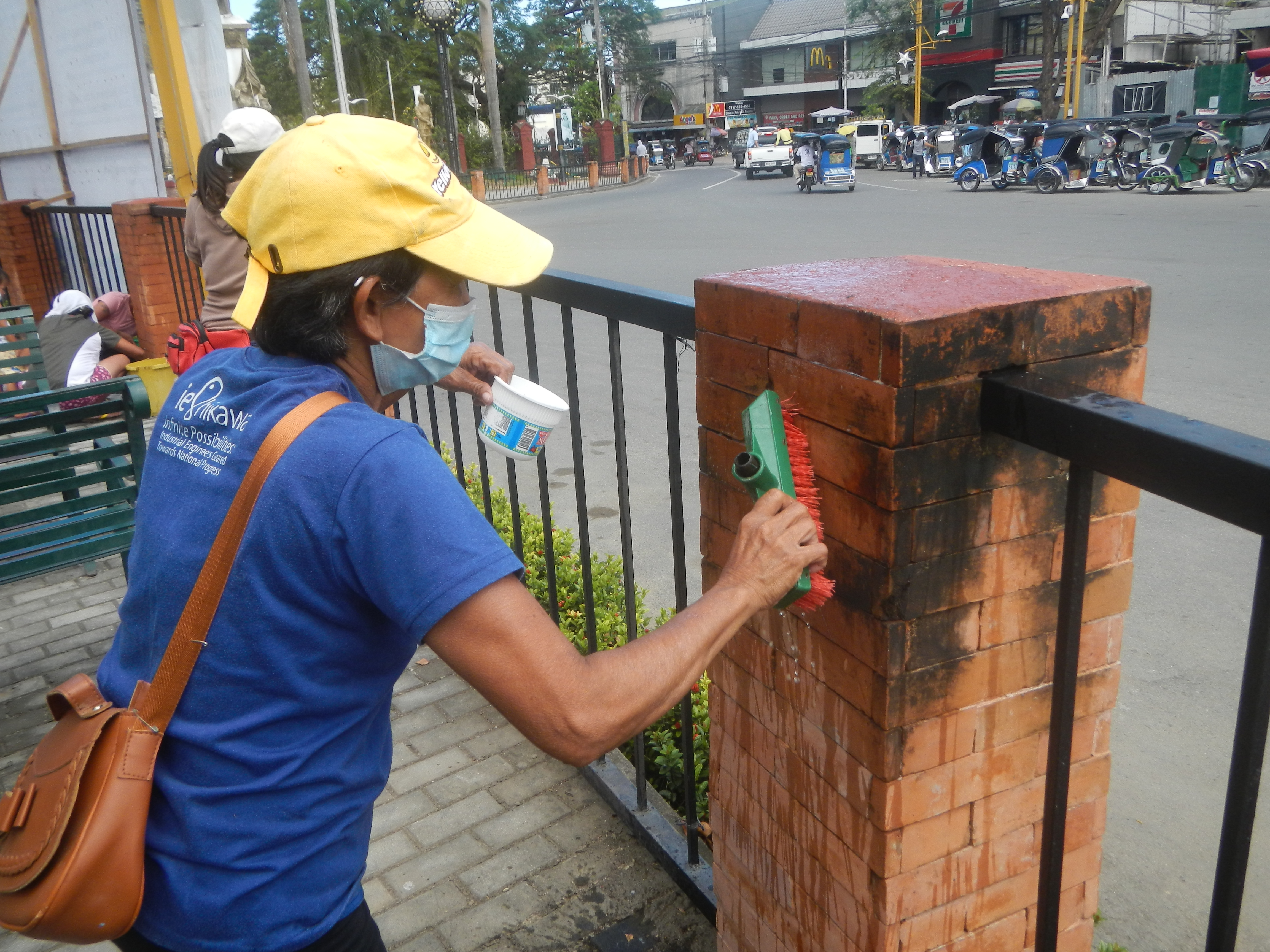
フェンスのレンガ部分を洗い、その汚れを落とす人（バリ）

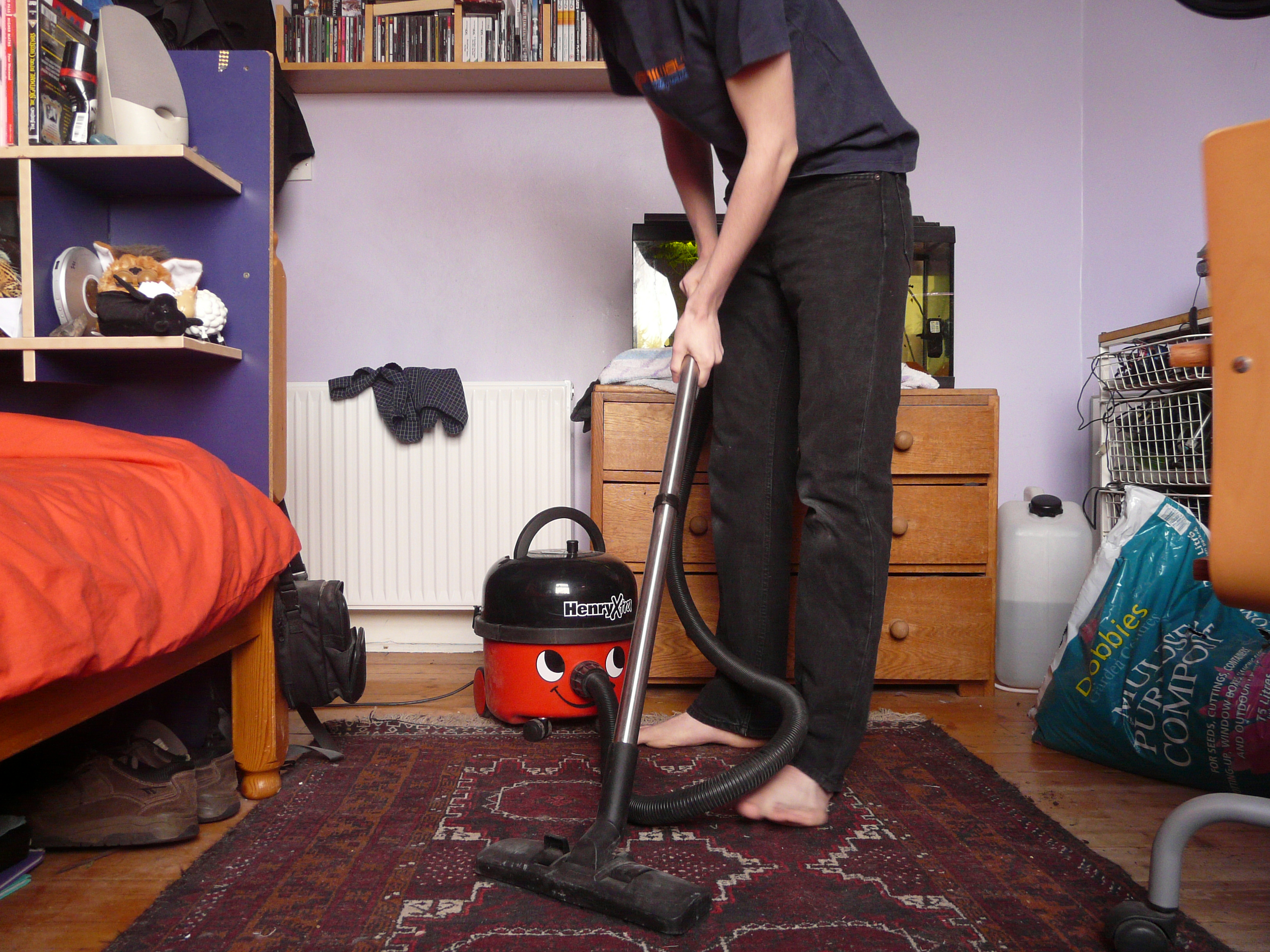
自室の床に電気掃除機をかける人（2008年）

掃除（そうじ、英: cleaning）とは、掃いたり拭いたりすることによってゴミやシミなどの汚れを取りのぞくこと。清掃（せいそう）とも呼ばれる。
基本的には箒、塵取り、ハタキ、モップ、雑巾、ブラシなどを用いて行われてきた。現代では電気掃除機も用いられているほか、ロボット掃除機も用いられることもある。公共エリア、例えば公共の道路、側溝や、公共のゴミ置き場、公園全般なども掃除の対象となり、これは市町村が業者に発注して掃除が行われることが多いが、市民がボランティアで掃除を行っていることもある。
男女同権が高度に実現しているスウェーデンでは男女格差を無くし女性が仕事を持つことを容易にするために、家の掃除を掃除業者に依頼するとその費用の半額を政府が負担してくれる制度になっている。そのおかげで、各家庭でプロに定期的な掃除を依頼してプロの腕前で家の中を清潔に保つことが容易である。

## 学校での掃除
アメリカ合衆国や欧州各国の多くの学校では、業者や使用人により掃除が行われる。
アメリカ合衆国では用務員に当たるJanitor（ジャニター）が日常の校内清掃を行うことが多い。子どもが掃除用の薬剤や道具で事故を負った場合の賠償責任の問題、掃除を行う要員の雇用機会の確保などが理由である。ブラジルやオーストラリアでも掃除は専門業者が行うのが一般的である。
2021年時点、中国の学校には児童・生徒が分け隔てなく共同で掃除を行う習慣はない。
世界的には少数であるが、学校の教室等の掃除を児童や生徒が行う国がある。

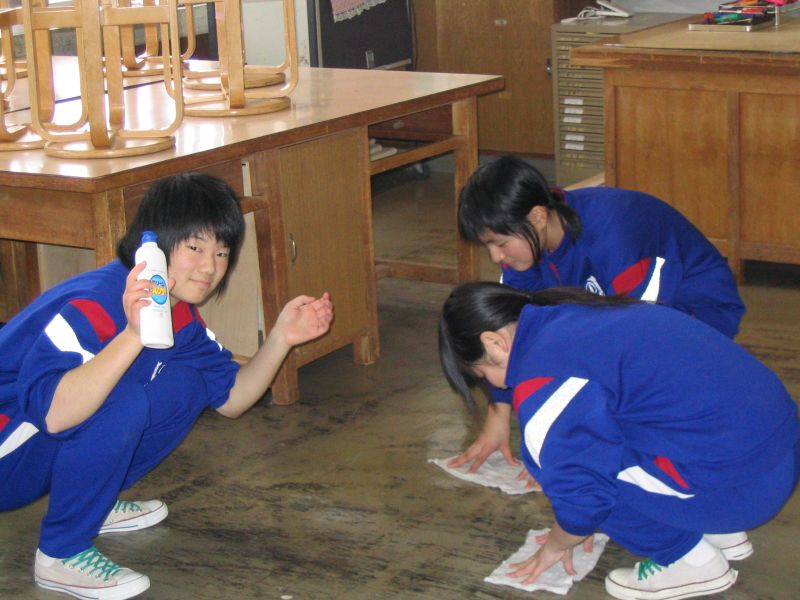
体操着姿で学期末の大掃除をする日本の中学校の生徒たち

日本では初等教育、中等教育の学校では教育の一環として一般的に行われる。台湾の小学校でも朝の時間帯に掃除の時間に上級生が登校して掃除を行っている例がある。
21世紀になってから日本の学校での教室掃除がアラビア諸国などに知られるようになり、同地域の一部で教育の一環として行われるようになった。インドには日本式の教育を取り入れて掃除の時間がある学校もある。

## 企業での掃除

### アメリカ合衆国
アメリカの企業では、清掃は基本的に清掃業者や清掃の専任者が行う。アメリカは契約社会であり、漠然と会社の従業員になるのではなく、あらかじめ具体的な職種が指定されて雇用契約が結ばれるのであり、あらかじめ交わされる雇用契約書に「job description」などとして、行う職務がかなり具体的に列挙されており、一般にそこには「掃除」などというjobは書かれておらず、その契約書に書かれていないことを従業員にさせては重大な契約違反であるからである。もしも経営者が、従業員に対して、契約書に書かれていないようなオフィス全体や工場全体の掃除に参加することを強要したら、契約違反として裁判を起こされても当然だと見なされている。ただし、デスクワークの従業員が自分専用のデスク上の軽い掃除程度は行うことは一般的である。だがデスクワークの契約で雇用されている従業員が周囲の床の掃除機がけやモップがけは基本的に行わないのである。

### 日本
法令上は、事業者は日常行う清掃のほか、大掃除を、6月以内ごとに一回、定期に、統一的に行うこと、とされる（労働安全衛生規則第619条）。
大企業においてはオフィスなどは、基本的に外部の清掃業者が入り、定期的に（毎日、あるいは数日おきなどに）掃除をおこなっている。
工場では、生産ラインや工具の分解清掃（メンテナンス）は、製造工程の品質維持を目的とするほか、ラインや工具の耐久性向上、食品ラインなどにおける異物混入事故の予防や発見など通常業務における効果を期待して従業員によって行われる。さらに日本の工場では従業員教育の一環としても行われている面がある。その場合、未熟練作業者が品質に対する理解を深め、あるいはラインや製造工具、作業内容に対する知識を高めるための研修効果が期待されている。

## 掃除に関する日本の風習

### 大掃除
徹底的に行う掃除を大掃除（おおそうじ）と言う。現代日本では特に年末に行うものを言う。一年分の汚れを除去し、新たな年に歳神を迎える準備をし、新年を新たな心持ちで始められるようにする意味がある。また、学校行事で学期末などに一斉に行う掃除も大掃除と呼ばれる。
日本の廃棄物の処理及び清掃に関する法律には、第5条第3項に「建物の占有者は、建物内を全般にわたって清潔にするため、市町村長が定める計画に従い、大掃除を実施しなければならない。」と定められている。同趣旨の条文は、1954年制定の旧清掃法から存在し、1960年代頃までは実際に市町村が地区ごとの大掃除の計画（実施は年末に限らない）を立てることがあった。
掃除用具の多機能化や高機能化により、日頃から多くの場所を掃除できるようになったため、大晦日前の住宅街などでも家族総出の大掃除は少なくなり、大掃除をしない家庭も増えてきた。

### 煤払い
煤払い（すすはらい）とは古くから続く日本の年中行事のことを指し、いわゆる大掃除のことである。現在でも、神社仏閣においては煤払いと称して歳末の恒例行事となっている。仏像の掃除は「御身拭い」とも呼ばれる。通常の箒や叩き
が届かない建物・仏像の高所は、先に笹の葉を付けるなどした長さ数メートルの竹で浄めることが多い。
煤払いは本来、旧暦の12月13日に行われていた。これは徒弟などの奉公人が新年に里帰りできるよう、旅路の時間を考慮して行われていたからである。江戸時代には煤払いを終えると、冬場の重労働後の滋養強壮と長寿祈願を兼ねて「鯨汁（クジラ汁）」が日本各地で食されたことが、数々の川柳や書物、物売りの記録から残されており、その習慣は広く一般に普及していた。
江戸時代（中期以降）の大掃除は、押入れの奥から出てきたり、襖の下張りなどに使われていたのを見つけたりした浮世絵や瓦版を、ついつい読みふけってしまう、といった和やかな一面もあり、商家では、煤払いが終わると誰彼構わず胴上げを行うのが慣わしとなっていた。また、老人や病人、子供など掃除に参加しない者は、掃除を行っていない部屋に退避するか、外出して掃除の邪魔にならないようにしていた。

## 比喩、隠語
コンピュータ関連では、不要なファイルの削除を指す事もある。
ハリウッド映画のアクション映画などの脚本の台詞では、悪党ども（悪人）をまずゴミや世の汚れに譬えておいて、正義の味方が悪党どもを殺してこの世から消し去ることを、しばしば清掃と譬える。また社会派の映画でも、悪い権力者や、政権内部で汚職などを行う連中を世の汚れに譬えて、そういった連中の悪事を暴き逮捕・追放などすることを「掃除」と表現する台詞がしばしば登場する。
部落では死馬牛の処理も指す。
生物学では、ほかの生物に付着する死んだ皮膚組織や外部寄生虫などを食べる習性をもつ動物と、それを利用する宿主との関係を掃除共生と呼ぶ。掃除（クリーニング）を行う動物として魚類ではホンソメワケベラなどの掃除魚、鳥類ではウシツツキ、甲殻類ではオトヒメエビなどの例が知られている。

## ギャラリー
- 床掃除のための道具一式（ノルウェー、2019年）
- 店舗の床の拭き掃除の準備をする人（日本）
- ショッピングモールの床を掃除するための、乗り込むタイプの拭き掃除機
- 船を掃除する平知盛。月岡芳年画。
- The Girl Guides Association in Britain. 1914年-1918年。
- 道路掃除（中国）
- ソーラーパネルの掃除。
- 航空機のコックピットの風防の外側の拭き掃除。
- 戦闘機（F-15 イーグル）のコックピット内の掃除。
- 精密機器の掃除。小さな対物レンズの掃除。
- 耳掃除